# Oak Lake
Oak Lake is een plaats (town) in de Canadese provincie Manitoba en telt 359 inwoners (2001). De oppervlakte bedraagt 2,73 km².
De plaats is gesitueerd in het noordelijk deel van de landelijke gemeente Sifton, ten noordoosten van het meer Oak Lake.
Aan het einde van de achttiende eeuw was het gebied populair onder handelaren en kolonisten, omdat er grote aantallen eiken groeiden, die weer gebruikt konden worden voor de reparatie van hun wagens.
In de herfst van 1881 hadden arbeiders die aan de trans-continentale Canadian Pacific Railway werkten, het oostelijk gelegen Flat Creek bereikt. In het voorjaar daarop verplaatsen zij hun kamp naar het westen, waar zij onder andere een treinstation bouwden. Het station bestaat niet meer. Op de plek van het station staan nu vlaggen en een bloementuin.
De huidige economie van Oak Lake en het omringende gebied wordt gedomineerd door landbouw, hoewel het nabije Virden een groeiende olie-industrie kent.

## Geboren
- Maurice Strong (1929), ondernemer en milieudiplomaat